# Campionat de Zúric 1993
L'edició del 1993 fou la 78a del Campionat de Zuric. La cursa es disputà el 22 d'agost de 1993, entre Basilea i Zúric i amb un recorregut de 239,2 quilòmetres. El vencedor final fou l'italià Maurizio Fondriest, que s'imposà per davant de Charly Mottet i Bruno Cenghialta.
Va ser la vuitena cursa de la Copa del Món de ciclisme de 1993.

## Classificació final
|    | Ciclista                  | Equip           | Temps      |
| -- | ------------------------- | --------------- | ---------- |
| 1  | Maurizio Fondriest (ITA)  | Lampre-Polti    | 6h 23' 38" |
| 2  | Charly Mottet (FRA)       | Novemail-Histor | m. t.      |
| 3  | Bruno Cenghialta (ITA)    | Ariostea        | m. t.      |
| 4  | Jens Heppner (GER)        | Telekom-Merckx  | m. t.      |
| 5  | Santos Hernández (ESP)    | Mapei-Viner     | m. t.      |
| 6  | Stefano Della Santa (ITA) | Mapei-Viner     | + 12"      |
| 7  | Claudio Chiappucci (ITA)  | Carrera-Tassoni | + 47"      |
| 8  | Alberto Elli (ITA)        | Ariostea        | + 51"      |
| 9  | Scott Sunderland (AUS)    | TVM-Bison       | m. t.      |
| 10 | Maximilian Sciandri (ITA) | Motorola        | m. t.      |